# ايربلاي
ايربلاي (بالإنجليزية: AirPlay) هو تطبيق يعمل على نظام تشغيل آي ويسمح لأجهزة الكمبيوتر، الآي فون، الآي بود تاتش، والآي باد مع مشغل الموسيقى آي تونز لتبادل الوسائط عبر الواي فاي مع عدة أجهزة مثل أبل تي في (تلفاز ابل)، أو اية جهاز يتعامل مع تقنية ايربلاي.

## وصلات خارجية
- الموقع الرسمي
- The Main Wireless HDMI Transmission Protocols and Their Typical Products Comparison of different wireless HDMI transmission protocols at Portablehifi.com